# Dendrocincla
Dendrocincla is een geslacht van zangvogels uit de familie ovenvogels (Furnariidae).

## Soorten
Het geslacht kent de volgende soorten:
- Dendrocincla anabatina – Bruinvleugelmuisspecht
- Dendrocincla fuliginosa – Grijswangmuisspecht
- Dendrocincla homochroa – Rosse muisspecht
- Dendrocincla merula – Witkinmuisspecht
- Dendrocincla turdina – Lijstermuisspecht
- Dendrocincla tyrannina – Tiranmuisspecht